# ハーレム・ハムファッツ
ハーレム・ハムファッツ (The Harlem Hamfats) は、1936年に結成された、シカゴのジャズ・バンド。当初はおもに、ジョニー・テンプル (Johnny Temple)、ロゼッタ・ハワード (Rosetta Howard)、フランキー・ジャクソン (Frankie Jaxon) ら、デッカ・レコードに所属するジャズやブルースの歌手たちのバックを務めていたが、最初のレコードとなった「Oh! Red」がヒットしたため、デッカとの間で50曲の吹き込みを行なう契約を取り付けた。彼らは、踊りに向いた楽曲を演奏してレコードに吹き込み、成功を収めた。

## 来歴
ハーレム・ハムファッツは、（ニューヨークのハーレム出身だったわけでも、（「黒人」ないし「凡庸な人（特にジャズ・ミュージシャン）」を意味する俗語）「ハムファッツ (hamfats)」だったわけでもない。「ハムファッツ」という名は、20世紀はじめの俗語で「二流の」ないし「貧弱な代用品」を意味していた。その語源についてはいくつかの説があり、一説には、ハムの赤身の部分よりも脂肪を含む部分 (hamfat) の方が質が劣りやすいことに由来するという。別の説では、都会の（リード楽器の）奏者たちがコークグリース (cork grease) を容易に入手できるのに対して、貧しい田舎者はハムの脂肪分で代用する、ということを示唆しているのだという。また別の説では、顔を黒く塗る（ブラック・フェイスの）コメディアンが、焼いたコルクの炭を顔に塗るのに、ハムの脂を用いることが由来であるという。いずれにせよ、メンバーがいろいろな意味で才能ある人々であったことを踏まえれば、このバンド名は、遊び心から付けられたものであろう。
	バンド名にかかわらず、ハーレム・ハムファッツは、シカゴに拠点を置いており、もともとはレコード・プロデューサーで起業家のJ・メイヨー・ウィリアムズ (J. Mayo Williams) が、レコードづくりのために編成したもので、おそらくはそのような目的のために結成された最初のバンドであった。メンバーにはニューヨーク出身者はひとりもいなかった。カンザス・ジョー・マッコイ（"Kansas" Joe McCoy：ギター、ボーカル）とその弟パパ・チャーリー・マッコイ（"Papa" Charlie McCoy：ギター、マンドリン）はミシシッピ州出身、ハーブ・モランド（Herb Morand：トランペット、ボーカル）、ジョン・リンゼイ （John Lindsay：ベース）、オーデル・ランド（Odell Rand、1905年 - 1960年6月22日：クラリネット）は、ニューオーリンズ出身で、ホレス・マルコム（Horace Malcolm：ピアノ）、フレディ・フリン（Freddie Flynn：ドラムス）パーリス・ウィリアムズ (Pearlis Williams：ドラムス）は、シカゴ出身であった。
メンバーの出身地の多様性は、ブルース、ディキシーランド・ジャズ、スウィング・ジャズをブレンドした、このバンドのサウンドづくりに、大きな影響を残した。中心になって楽曲を書いたモランドとジョー・マッコイを中心に、グループは当初、ウィリアムズの傘下にいたフランキー・ジャクソン、ロゼッタ・ハワード、ジョニー・テンプルなどに、インストゥルメンタル伴奏を提供していた。彼らは、おそらくスタジオ録音バンドから、自分たちの名義で活躍するようになった最初の事例であり、多数の録音を残した。  
彼らの最初期のヒット曲「Oh! Red」は1936年4月に、「Let's Get Drunk And Truck」（オリジナルはタンパ・レッド (Tampa Red)）は同年8月に録音された。「Oh! Red」は大変人気が出て、カウント・ベイシー、インク・スポッツ、ブラインド・ウィリー・マクテルや、様々なウェスタン・スウィング (Western swing) のバンドがカバーし、後にはハウリン・ウルフもこの曲を取り上げた。彼らの録音の中には「We Gonna Pitch A Boogie Woogie」のように、後年のロックンロールのリズムを、はっきりと先取りしていたものもあった。彼らの楽曲で最も広く知られていたのは、ジョー・マッコイが書いたモダン・ジャズの楽曲「Why Don't You Do Right?」であり、この曲は1936年のレコードに「The Weed Smoker's Dream」という曲名で録音されていた。当初の歌詞には、ドラッグの使用をほのめかす箇所が多々あった。後に歌詞は書き換えられ、曲も手を加えられた。1941年には、リル・グリーン (Lil Green) が、悪い女と彼女にふられた男の歌として「Why Don't You Do Right?」の曲名で吹き込み、後にはペギー・リーがベニー・グッドマン楽団とともに録音を残した。
1939年、歌手のモランドがニューオーリンズに戻り、流行の変化によって彼らのサウンドはさほど流行らなくなっていった。ハーレム・ハムファッツは、同時代のグループの中で最も革新的であったとは思われていないし、このバンドが取り上げたオリジナル曲の多くは、セックス、ドラッグ、アルコールに深く関わる内容であり、そのことも彼らの音楽がある程度以上の範囲に広がることが難しかった理由であったかもしれない。しかし、おもにダンスのための娯楽的な音楽を提供する小編成のグループとして、彼らが1930年代のジャズに与えた影響は重要であり、また、いち早くリフを基にした彼らのスタイルは、少し後に登場したルイ・ジョーダンの小編成グループや、リズム・アンド・ブルース、さらには後のロックンロールへの道を拓いたものであったといえる。

## おもなディスコグラフィ
| 年   | タイトル                  | ジャンル   | レーベル         |
| ---- | ------------------------- | ---------- | ---------------- |
| 1994 | Harlem Hamfats, Vol. 1-4  | Swing jazz | Document Records |
| 1997 | Hamfats Swing 1936-1938   | Swing jazz | EPM Musique      |
| 2004 | Let's Get Drunk and Truck | Swing jazz | Fabulous         |